# 斯科特·拉钱斯
斯科特·拉钱斯（英語：Scott Lachance，1972年10月22日—），美国男子冰球运动员，场上位置是后卫。他曾代表美国国家队参加1992年冬季奥林匹克运动会冰球比赛，获得第四名。